# Doleschallia niasica
Doleschallia niasica är en fjärilsart som beskrevs av Butler 1884. Doleschallia niasica ingår i släktet Doleschallia och familjen praktfjärilar. Inga underarter finns listade i Catalogue of Life.